# 永宁镇 (志丹县)
永宁镇，是中华人民共和国陕西省延安市志丹县下辖的一个乡镇级行政单位。

## 行政区划
永宁镇下辖以下地区：
刘河村、任尧子村、瓦子川村、定边渠村、马老庄村、柏林村、寺崾先村、贺老庄村、小崖窑村、崾子川村、埝沟村、象咀村、麻湾村、桐柏树村、阳城村、杠树台村、中咀沟村、土门村、石畔村、白沙川村、柳沟村和高土洼村。